# Belgrade (Minnesota)
Belgrade és una població dels Estats Units a l'estat de Minnesota. Segons el cens del 2000 tenia 750 habitants.

## Demografia
Segons el cens del 2000, Belgrade tenia 750 habitants, 316 habitatges, i 183 famílies. La densitat de població era de 245,4 habitants per km².
Dels 316 habitatges en un 23,7% hi vivien nens de menys de 18 anys, en un 46,5% hi vivien parelles casades, en un 9,2% dones solteres, i en un 41,8% no eren unitats familiars. En el 38,3% dels habitatges hi vivien persones soles el 24,7% de les quals corresponia a persones de 65 anys o més que vivien soles. El nombre mitjà de persones vivint en cada habitatge era de 2,19 i el nombre mitjà de persones que vivien en cada família era de 2,94.
Per edats la població es repartia de la següent manera: un 21,9% tenia menys de 18 anys, un 6,8% entre 18 i 24, un 22,3% entre 25 i 44, un 17,1% de 45 a 60 i un 32% 65 anys o més.
L'edat mediana era de 44 anys. Per cada 100 dones de 18 o més anys hi havia 77,6 homes.
La renda mediana per habitatge era de 22.098 $ i la renda mediana per família de 32.500 $. Els homes tenien una renda mediana de 27.500 $ mentre que les dones 19.821 $. La renda per capita de la població era de 19.293 $. Entorn del 9% de les famílies i el 13,6% de la població estaven per davall del llindar de pobresa.

## Poblacions més properes
El següent diagrama mostra les poblacions més properes.